# Gonzalo Vargas
Gonzalo Vargas Abella (Montevideo, Uruguay, 22 de septiembre de 1981) es un exfutbolista Uruguayo. Jugaba de delantero. Su primer equipo fue Defensor Sporting de la Primera División de Uruguay. Su mayor destaque lo logró en Gimnasia y Esgrima La Plata de Argentina, club en el que se coronó goleador en el Torneo Clausura 2006.
Su último equipo fue Rampla Juniors Fútbol Club, militando en la Segunda División de Uruguay y logrando el ascenso a Primera.

## Selección nacional
Participó en la Selección de fútbol de Uruguay, con la que disputó 10 partidos y anotó 3 goles. De manera oficial disputó únicamente un partido, frente a Perú por la Copa América 2007.

## Clubes
| Club                        | País      | Año        | Partidos | Goles |
| --------------------------- | --------- | ---------- | -------- | ----- |
| Defensor Sporting           | Uruguay   | 2001-2004  | 120      | 99    |
| Gimnasia y Esgrima La Plata | Argentina | 2004-2006  | 55       | 27    |
| AS Monaco                   | Francia   | 2006-2007  | 8        | 0     |
| FC Sochaux                  | Francia   | 2007-2008  | 4        | 0     |
| Atlas de Guadalajara        | México    | 2008- 2010 | 56       | 13    |
| Argentinos Juniors          | Argentina | 2010-2011  | 23       | 4     |
| Gimnasia y Esgrima La Plata | Argentina | 2011-2012  | 22       | 3     |
| Bella Vista                 | Uruguay   | 2012-2013  | 8        | 3     |
| Rampla Juniors Futbol Club  | Uruguay   | 2013-2014  | 28       | 13    |

## Palmarés

### Distinciones individuales
| Distinción                                   | Año    |
| -------------------------------------------- | ------ |
| Goleador de la Primera División de Argentina | C-2006 |